# Olympische Sommerspiele 2016/Schwimmen – 4 × 100 m Freistil (Frauen)
Der Staffelwettbewerb über 4-mal 100 Meter Freistil der Frauen bei den Olympischen Spielen 2016 in Rio de Janeiro wurde am 6. August 2016 ausgetragen. 71 Athletinnen aus 16 Ländern nahmen daran teil.
Es fanden zwei Vorläufe statt. Die acht schnellsten Staffeln beider Vorläufe qualifizierten sich für das Finale, welches am gleichen Tag (MESZ am nächsten Tag) ausgetragen wurde.

## Vorlauf

### Vorlauf 1
6. August 2016
| Platz | Nation      | Namen                                                                      | Zeit        | Anmerkung |
| ----- | ----------- | -------------------------------------------------------------------------- | ----------- | --------- |
| 1     | Italien     | Erika Ferraioli Silvia Di Pietro Aglaia Pezzato Federica Pellegrini        | 3:35,90 min | NR        |
| 2     | Niederlande | Inge Dekker Marrit Steenbergen Maud van der Meer Femke Heemskerk           | 3:35,94 min |           |
| 3     | Schweden    | Michelle Coleman Louise Hansson Ida Lindborg Sarah Sjöström                | 3:36,42 min |           |
| 4     | Japan       | Miki Uchida Rikako Ikee Misaki Yamaguchi Yayoi Matsumoto                   | 3:36,74 min | NR        |
| 5     | China       | Menghui Zhu Meichen Sun Yi Tang Duo Shen                                   | 3:37,25 min |           |
| 6     | Dänemark    | Pernille Blume Julie Kepp Jensen Sarah Bro Mie Østergaard Nielsen          | 3:39,45 min |           |
| 7     | Polen       | Katarzyna Wilk Alicja Tchórz Aleksandra Urbańczyk-Olejarczyk Anna Dowgiert | 3:41,43 min |           |
| 8     | Israel      | Keren Siebner Zohar Shikler Amit Ivry Andrea Murez                         | 3:41,97 min | NR        |

### Vorlauf 2
6. August 2016
| Platz | Nation             | Namen                                                                                          | Zeit        | Anmerkung |
| ----- | ------------------ | ---------------------------------------------------------------------------------------------- | ----------- | --------- |
| 1     | Australien         | Madison Wilson Brittany Elmslie Bronte Campbell Cate Campbell                                  | 3:32,39 min | OR        |
| 2     | Vereinigte Staaten | Amanda Weir Lia Neal Allison Schmitt Kathleen Ledecky                                          | 3:33,59 min |           |
| 3     | Kanada             | Sandrine Mainville Chantal van Landeghem Michelle Williams Taylor Madison Ruck                 | 3:33,84 min | NR        |
| 4     | Frankreich         | Béryl Gastaldello Charlotte Bonnet Mathilde Cini Anna Santamans                                | 3:36,85 min | NR        |
| 5     | Russland           | Weronika Popowa Wiktorija Andrejewa Rosalija Nasretdinowa Natalja Lowzowa                      | 3:37,68 min | NR        |
| 6     | Brasilien          | Larissa Oliveira Etiene Medeiros Daynara de Paula Manuella Lyrio                               | 3:39,40 min |           |
| 7     | Spanien            | Fatima Gallardo Carapeto Marta González Crivillers Patricia Castro Ortega Melania Costa Schmid | 3:40,46 min | NR        |
| 8     | Schweiz            | Maria Ugolkova Alexandra Touretski Danielle Villars Noemi Girardet                             | 3:41,02 min | NR        |

## Finale
7. August 2016, Uhr MESZ
| Platz | Nation             | Namen                                                               | Zeit        | Anmerkung |
| ----- | ------------------ | ------------------------------------------------------------------- | ----------- | --------- |
| 1     | Australien         | Emma McKeon Brittany Elmslie Bronte Campbell Cate Campbell          | 3:30,65 min | WR        |
| 2     | Vereinigte Staaten | Simone Manuel Abbey Weitzeil Dana Vollmer Katie Ledecky             | 3:31,89 min | AM        |
| 3     | Kanada             | Sandrine Mainville Chantal van Landeghem Taylor Ruck Penny Oleksiak | 3:32,89 min | NR        |
| 4     | Niederlande        | Marrit Steenbergen Femke Heemskerk Inge Dekker Ranomi Kromowidjojo  | 3:33,81 min |           |
| 5     | Schweden           | Michelle Coleman Sarah Sjöström Ida Marko-Varga Louise Hansson      | 3:35,90 min |           |
| 6     | Italien            | Erika Ferraioli Silvia Di Pietro Aglaia Pezzato Federica Pellegrini | 3:37,45 min |           |
| 7     | Frankreich         | Béryl Gastaldello Charlotte Bonnet Mathilde Cini Anna Santamans     | 3:37,45 min |           |
| 8     | Japan              | Miki Uchida Rikako Ikee Misaki Yamaguchi Yayoi Matsumoto            | 3:37,78 min |           |